# CIPW-Norm
Стандарт CIPW (нім. CIPW-Norm) — це метод петрології для опису хімічного складу гірських порід. Він був введений в 1902 році геологами Чарльзом Вітменом Кросом, Джозефом Пакссоном Іддінгсом, Луїсом В. Пірссоном та Генрі С. Вашингтоном, а згодом названий на ім'я його авторів. Навіть станом на початок ХХІ ст. розрахунок стандарту CIPW у своєму первісному вигляді є одним з основних стандартизованих методів подання аналізів гірських порід, хоча він з часом зазнав різних доповнень для спеціальних застосувань.

## Інтернет-ресурси
- Einzelheiten zur CIPW-Norm mit Online-Normberechnung